# Young-Gletscher
Der Young-Gletscher ist ein Gletscher im westantarktischen Ellsworthland. Er fließt in östlicher Richtung und endet am Nordrand des Gebirgskamms Barnes Ridge auf der Ostseite der Sentinel Range des Ellsworthgebirges.
Der United States Geological Survey kartierte ihn anhand eigener Vermessungen und mithilfe von Luftaufnahmen der United States Navy zwischen 1957 und 1959. Das Advisory Committee on Antarctic Names benannte ihn 1961 nach First Lieutenant Dale L. Young von der United States Air Force, der an der Errichtung der Südpolstation zwischen 1956 und 1957 beteiligt war.